# Anton Rudgård
Anton Rudgård, född 1 maj 1995, är en svensk professionell ishockeyspelare som spelar för Ledyanye Volki Kiev i den ukrainska hockeyligan (UHL).
Han har varit avlönad spelare sedan 2017. Han har tidigare spelat i HK Trebisov, Platina Chishinau, Wings HC, Sollentuna HC och Lidingö Vikings HC.
Rudgård representerad Sveriges studentlandslag under Universiaden 2019, som spelades i Krasnojarsk, Ryssland.